# Alchemilla argyrophylloides
Alchemilla argyrophylloides é uma espécie de rosácea do gênero Alchemilla, pertencente à família Rosaceae.